# Hofkapelle Kühtai

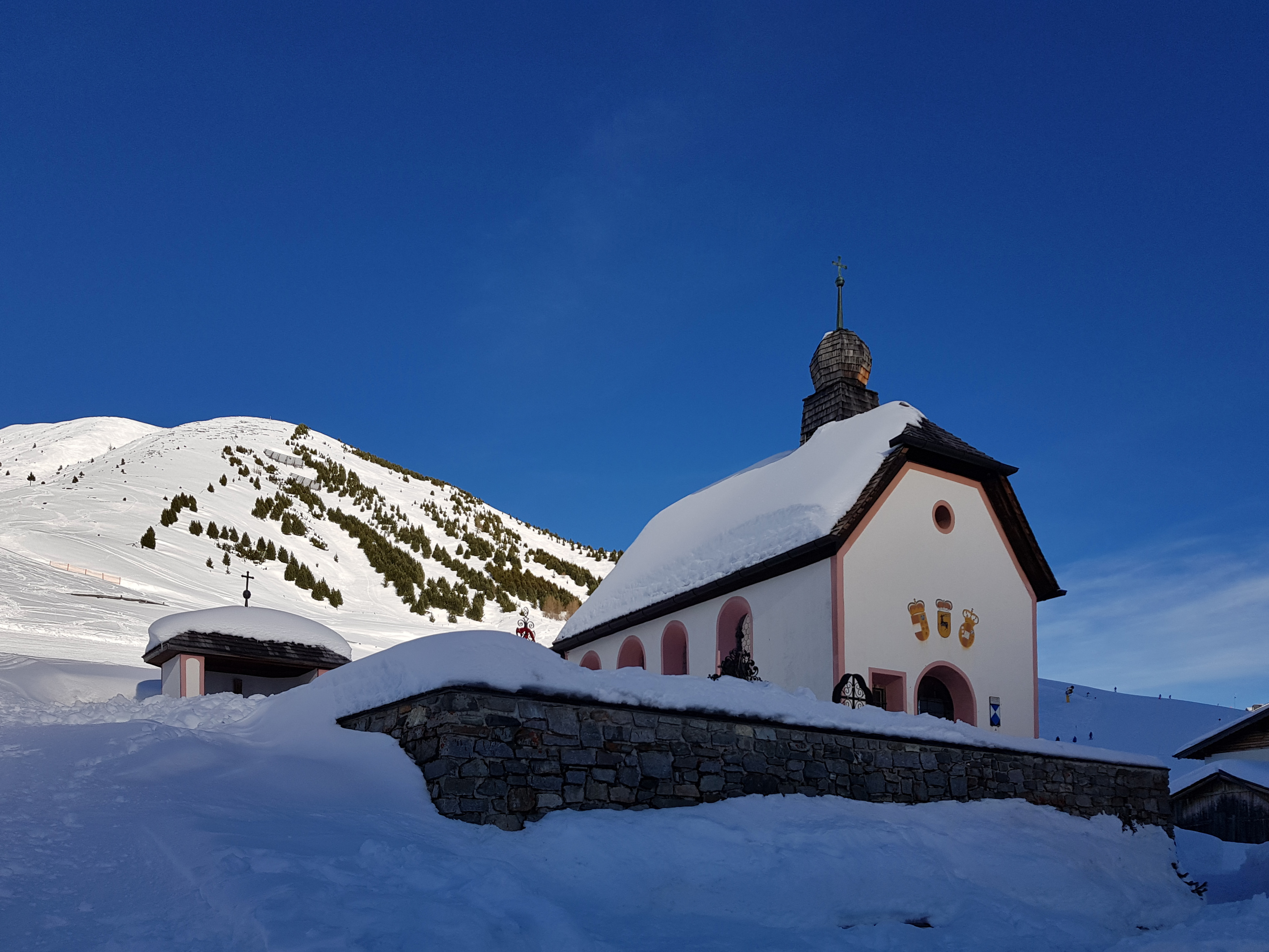
Hofkapelle beim Jagdschloss Kühtai

Die Hofkapelle Kühtai steht oberhalb vom Jagdschloss Kühtai beim Kühtaisattel im Ort Kühtai der Gemeinde Silz in Tirol in Österreich. Die Privatkapelle ist dem hl. Martin geweiht und steht unter Denkmalschutz.

## Geschichte
Die barocke Kapelle wurde vermutlich gegen Ende der zweiten Hälfte des 17. Jahrhunderts im Zuge eines Umbaus vom Jagdschloss Kühtai als Hofkapelle bzw. Privatkapelle erbaut. 1958 wurde sie südlich um ein Joch erweitert.

## Architektur
Der zweieinhalbjochige Mauerbau mit dreiseitigem Chorschluss hat ein schindelgedecktes Walmdach, darauf ein Dachreiter mit Zwiebelhaube. Das Rundbogenportal an der Südseite und die jeweils vier traufseitigen Fensteröffnungen sind rundbogig geschlossen. Innen bietet das quadratische Vorjoch eine offene Dachuntersicht und öffnet sich mit einem Rundbogen in den Betraum, der mit einer Stichkappentonne über schmalen Pilastern mit einfachem Gebälk abschließt. Die Apsis mit dem Schirmgewölbe ist durch einen flachen Gurtbogen abgesetzt. An den Gewölbeleisten Blattstuck, im Gewölbescheitel Stuckrosetten.

## Ausstattung
Der Altar von 1717 zeigt das Altarbild Christus im Kerker mit weiß gefasten Statuetten Auferstandener und Christus mit Lanze und zeigt im Oberbild die Mantelspende des hl. Martin mit den Figürchen Madonna und Christus. Das barocke Antependium zeigt die Madonna und den hl. Antonius. Die Kreuzwegbilder sind aus dem Anfang des 19. Jahrhunderts.